# رولف ستينهاوسين
رولف ستينهاوسين (بالألمانية: Rolf Steinhausen) مواليد 27 يوليو 1943، هو متسابق دراجات نارية ألماني فاز ببطولة سباق الجائزة الكبرى للدراجات النارية و فاز بكأس جزيرة مان السياحية في فئة السايدكار.

## البطولات
- سباق الجائزة الكبرى للدراجات النارية 1975 (سايدكار)
- سباق الجائزة الكبرى للدراجات النارية 1976 (سايدكار)